# Office Ladies
Office Ladies é um podcast apresentado por Jenna Fischer e Angela Kinsey que estreou na plataforma Earwolf em 16 de outubro de 2019. Em cada episódio, Fischer e Kinsey, que participaram da série de televisão estadunidense The Office como Pam Beesly e Angela Martin, comentam cada um dos episódios do programa, fazem revelações sobre os bastidores, bem como respondem às perguntas dos fãs. Às vezes, elas são acompanhadas por convidados que incluem ex-colegas de elenco, produtores e roteiristas.
O podcast tem produção executiva de Codi Fischer (sem parentesco com Jenna) e Sam Kieffer é o engenheiro de áudio. O produtor é Cassi Jerkins.

## História
A obra iniciou em outubro de 2019. Em maio de 2022, inspirados pelo podcast, Fischer e Kinsey lançaram um livro intitulado The Office BFFs: Tales of The Office from Two Best Friends Who Were There, que conta suas experiências enquanto estavam em The Office.
Em 12 de agosto de 2021, elas lançaram uma série animada no canal do YouTube do Comedy Central. A obra foi uma coprodução com o estúdio de animação Cartuna que usou o áudio do podcast para criar encenações animadas. Teve um total de 10 episódios.
| Número | Data de lançamento original | Título              |
| ------ | --------------------------- | ------------------- |
| 101    | 12 de agosto de 2021        | Hot Girl            |
| 102    | 12 de agosto de 2021        | Sexual Harassment   |
| 103    | 19 de agosto de 2021        | Health Care         |
| 104    | 26 de agosto de 2021        | The Dundies         |
| 105    | 2 de setembro de 2021       | The Fire            |
| 106    | 9 de setembro de 2021       | Performance Review  |
| 107    | 16 de setembro de 2021      | Christmas Party     |
| 108    | 23 de setembro de 2021      | The Injury          |
| 109    | 30 de setembro de 2021      | Dwight's Speech     |
| 110    | 30 de setembro de 2021      | Conflict Resolution |

## Prêmios e indicações
| Ano  | Prêmio                     | Categoria                            | Obra                          | Resultado | Ref.   |
| ---- | -------------------------- | ------------------------------------ | ----------------------------- | --------- | ------ |
| 2019 | Discover Pods Awards       | Melhor Podcast de TV e Filmes        | Office Ladies                 | Venceu    | [ 5 ]  |
| 2020 | Shorty Awards              | Melhor Podcaster                     | Jenna Fischer e Angela Kinsey | Indicado  | [ 6 ]  |
| 2021 | iHeartRadio Podcast Awards | Melhor Podcast de Comédia            | Office Ladies                 | Indicado  | [ 7 ]  |
| 2021 | iHeartRadio Podcast Awards | Melhor Anúncio em Podcast            | Office Ladies                 | Venceu    | [ 7 ]  |
| 2021 | iHeartRadio Podcast Awards | Podcast do Ano                       | Office Ladies                 | Venceu    | [ 8 ]  |
| 2021 | Webby Awards               | Melhor Podcast de Televisão e Cinema | Office Ladies                 | Indicado  | [ 9 ]  |
| 2021 | Ambies                     | Melhor Podcast de Entretenimento     | Office Ladies                 | Indicado  | [ 10 ] |
| 2022 | iHeartRadio Podcast Awards | Melhor Podcast de Televisão e Cinema | Office Ladies                 | Indicado  | [ 11 ] |
| 2023 | iHeartRadio Podcast Awards | Melhor Anúncio em Podcast            | Office Ladies                 | Indicado  | [ 12 ] |